# تایموث
longitudeتایموثlatitudeتایموث
تایموث (به انگلیسی: Tynemouth) یک روستا در بریتانیا است که در انگلستان واقع شده‌است.

## خصوصیات
تایموث ۱۷٬۰۵۶ نفر جمعیت دارد.